# Carcere dei Cappuccini
Carcere dei Cappuccini – jedyny zakład karny w Republice San Marino, założony w 1970 roku, znajdujący się w stolicy kraju, mieście San Marino.

## Charakterystyka
Więzienie mieści się w klasztorze kapucynów znajdującym się przy Via Paolo III, wzniesionym w XVI wieku poza murami obronnymi ówczesnego miasta. Carcere dei Cappuccini założono w skrzydle budynku w 1970 roku; wcześniej funkcje aresztu pełniła wieża Guaita, jedna z trzech wież San Marino.
Carcere dei Cappuccini składa się z ośmiu cel rozmieszczonych na dwóch piętrach – dwóch cel żeńskich oraz sześciu cel męskich (wł. sei celle, od których pochodzi popularne określenie tego zakładu karnego – „Seszele”). Czynsz za ich najem państwo sanmaryńskie opłaca diecezji San Marino-Montefeltro, która jest właścicielem klasztoru.
W latach 2004–2014 w więzieniu przebywało średnio dwoje więźniów rocznie; najczęściej w zakładzie karnym w tym samym czasie przebywa tylko jedna osoba osadzona. Zdarzają się jednak okresy, gdy więźniów jest więcej, np. w latach 2008–2010 roku było to jednocześnie kilka, kilkanaście osób.
Osadzeni w Carcere dei Cappuccini mają do dyspozycji siłownię, bibliotekę, salę telewizyjną oraz dziedziniec z małym ogródkiem warzywnym. W więzieniu nie ma kuchni ani stołówki (jest jedynie aneks kuchenny i jadalnia), gdyż dzięki zawartej w 1980 roku umowie posiłki dostarczane są z pobliskiej restauracji.
Budynek klasztoru wraz z więzieniem znajduje się w obrębie historycznego centrum San Marino wpisanego w 2008 roku wraz z Monte Titano na listę światowego dziedzictwa UNESCO. Z powodu nacisków ze strony UNESCO niechętnego, aby w jednym z najstarszych budynków sakralnych w mieście funkcjonowało więzienie oraz ze względu na konieczność dostosowania go do wymogów Europejskiego Komitetu do Spraw Zapobiegania Torturom (CPT) planowano przeniesienie aresztu do nowego budynku, który miał powstać w Gaviano przy granicy z Włochami. Ostatecznie pomysł ten zarzucono i w 2023 roku postanowiono zmodernizować Carcere dei Cappuccini.